# Souchez
Souchez is een gemeente in het Franse departement Pas-de-Calais (regio Hauts-de-France). De plaats maakt deel uit van het arrondissement Arras. Souchez telde op 1 januari 2022 2.664 inwoners.

## Geografie
De oppervlakte van Souchez bedroeg op 1 januari 2022 6,75 vierkante kilometer; de bevolkingsdichtheid was toen 394,7 inwoners per km².

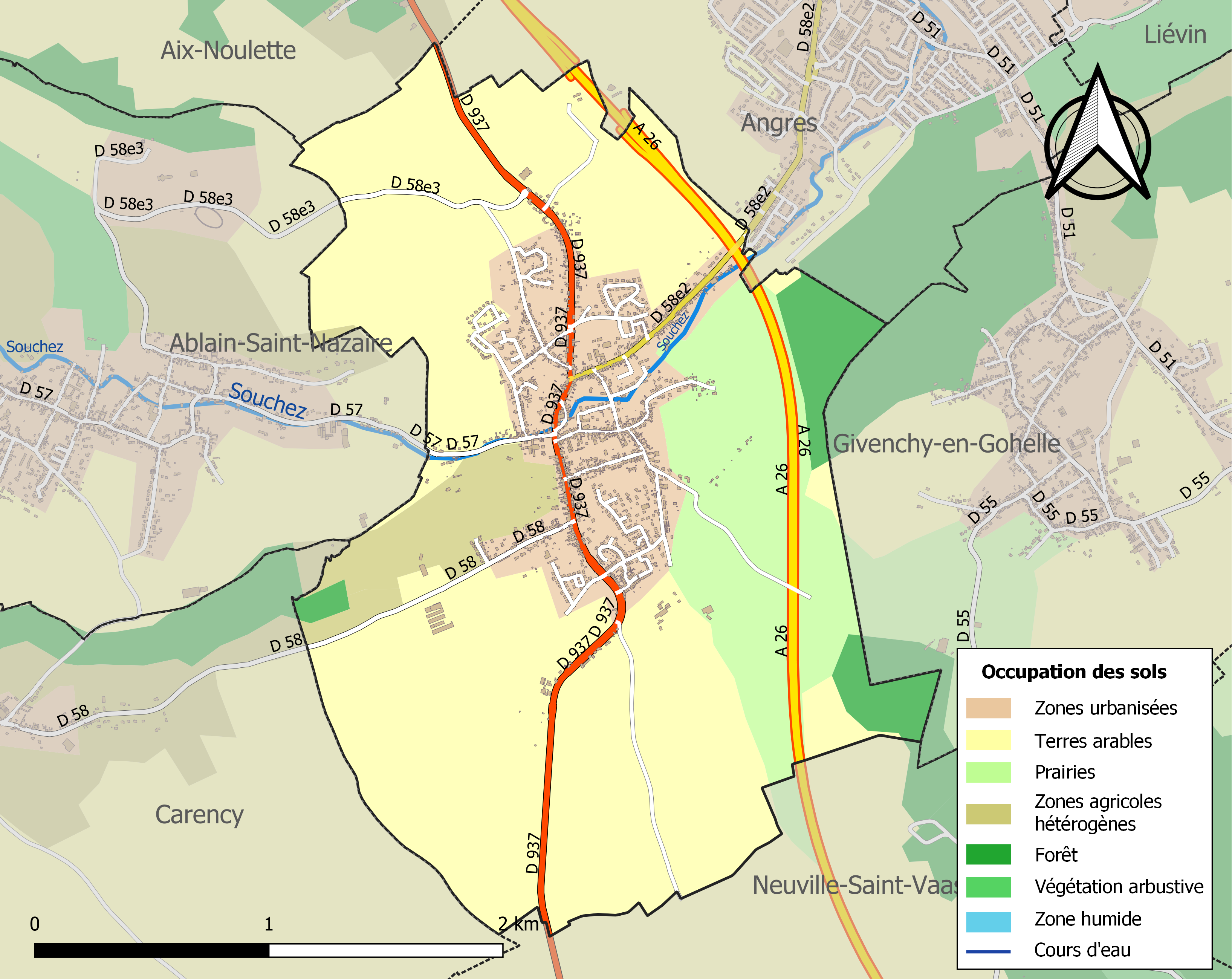
Kaart van de gemeente met belangrijkste infrastructuur, bodemgebruik en omliggende gemeenten

## Demografie
Onderstaande figuur toont het verloop van het inwonertal (bron: INSEE-tellingen).